# Isidor Cassirer
Isidor Cassirer (geboren am 25. März 1851 in Nieder Heiduk bei Bismarckhütte, Kreis Beuthen; gestorben am 4. April 1924 in Berlin) war ein deutscher Industrieller aus der Familie Cassirer, der gemeinsam mit seinen Brüdern unter anderem als Holzhändler in Breslau und Berlin aktiv war.

## Leben
Isidor Cassirer war das siebte von zehn Kindern des Marcus Cassirer (1809–1879) und dessen Frau Jeannette, geborene Steinitz (1813–1889). Er wurde 1851 in Nieder Heiduk geboren. Er heiratete Else, geborene Sommerguth (1857–1891), und hatte mit ihr insgesamt drei Kinder: den Kunsthändler Erich (1881–1963), Charlotte (Betty; 1886–1972) und den Papierfabrikanten und Zeitungsgründer Friedrich Wilhelm (Fritz; 1886–1979). Nach dem Tod seiner Frau heiratete er 1894 in zweiter Ehe Lydia, geborene Kopelansky (1865–1933) und hatte mit ihr einen Sohn, den Versicherungskaufmann Rudolf Walter (1895–1955).
Isidor Cassirer ging gemeinsam mit seinem Bruder Julius Cassirer nach Görlitz, wo sie bis in die 1870er Jahre gemeinsam die Firma Cassirer und Söhne leiteten. Zu Beginn der 1880er Jahre zogen Louis und Julius Cassirer nach Berlin, wo sie Holzhändler und -lieferanten wurden und die Gebr. Cassirer Bau- und Naturholzhandlung aufbauten. Nach und nach kamen auch Isidor und dessen Brüder Eduard und Salo sowie Max nach Berlin und ließen sich in Charlottenburg nieder. Gemeinsam gründeten sie 1899 die Włocławeker Sulfit-Cellulose-Fabrik J. & M. Cassirer im polnischen Włocławek, die von Max Cassirer geleitet wurde. Isidor wurde zudem ebenso wie Louis Cassirer unter anderem Teilhaber der von Julius Cassirer gemeinsam mit seinen Neffen Alfred und Hugo 1896 gegründeten Kabelwerke Dr. Cassirer und Co.
Wie seine Brüder und danach vor allem seine Neffen Paul Cassirer und Bruno Cassirer sowie sein Sohn Erich sammelte auch Isidor Kunstwerke, 1917 übernahm sein Bruder Max die Nachlassverwaltung seiner Kunstsammlung.

## Belege
1. ↑  Heiratsregister StA Berlin III, Nr. 322/1894
2. 1 2  Sigrid Bauschinger: Die Cassirers. Unternehmer, Kunsthändler, Philosophen. C.H.Beck, München 2015; S. 445–447. ISBN 978-3-406-67714-4.
3. 1 2  Sigrid Bauschinger: Die Cassirers. Unternehmer, Kunsthändler, Philosophen. C.H.Beck, München 2015; S. 19. ISBN 978-3-406-67714-4.
4. ↑  Sigrid Bauschinger: Die Cassirers. Unternehmer, Kunsthändler, Philosophen. C.H.Beck, München 2015; S. 18. ISBN 978-3-406-67714-4.
5. ↑  Sigrid Bauschinger: Die Cassirers. Unternehmer, Kunsthändler, Philosophen. C.H.Beck, München 2015; S. 26. ISBN 978-3-406-67714-4.
6. ↑  Sigrid Bauschinger: Die Cassirers. Unternehmer, Kunsthändler, Philosophen. C.H.Beck, München 2015; S. 34. ISBN 978-3-406-67714-4.

| Personendaten    | Personendaten                                  |
| ---------------- | ---------------------------------------------- |
| NAME             | Cassirer, Isidor                               |
| KURZBESCHREIBUNG | deutscher Industrieller                        |
| GEBURTSDATUM     | 25. März 1851                                  |
| GEBURTSORT       | Nieder Heiduk bei Bismarckhütte, Kreis Beuthen |
| STERBEDATUM      | 4. April 1924                                  |
| STERBEORT        | Berlin                                         |